# Океан-2024
«Океан-2024» — военно-морские манёвры Военно-Морского Флота РФ, проводившиеся с 10 по 16 сентября 2024 года под руководством главнокомандующего ВМФ адмирала Александра Моисеева. Являются крупнейшими военно-морскими учениями постсоветской эпохи.

## Предыстория
1 декабря 2023 года министр обороны Сергей Шойгу объявил о проведении в сентябре 2024 года масштабных стратегических командно-штабных учений «Океан-2024».
8 сентября 2024 года стало известно, что президент России Владимир Путин примет участие в «Океан-2024». В последний раз перед этим он посетил военные учения в сентябре 2022 года.
9 сентября 2024 года Министерство обороны КНР объявило об участии в «Океан-2024». Китай проведёт учения в акватории и воздушном пространстве Японского и Охотского морей.
10 сентября 2024 года Владимир Путин по видеосвязи принял участие в открытии командно-штабных учений «Океан-2024». Во вступительной речи он заявил, что Россия должна быть готова к любому развитию ситуации, а армия — к отражению вероятной военной агрессии в любых направлениях. Главнокомандующий ВМФ России адмирал Александр Моисеев сообщил, что на учения в качестве наблюдателей были приглашены более 30 представителей иностранных государств.

## Ход учений
Военно-морские манёвры «Океан-2024»  прошли с 10 по 16 сентября 2024 года в акваториях Тихого и Северного Ледовитого океанов, а также Средиземного, Каспийского и Балтийского морей.
Военно-морские учения были разделены на два этапа. В рамках первого этапа органы военного управления отработали вопросы развертывания группировок сил в назначенных полигонах боевой подготовки. На втором этапе были разыграны сценарии боевых действий по поражению стратегически важных объектов и сил условного противника, высадке морского десанта на необорудованное побережье, защите объектов морской экономической деятельности и стратегических коммуникаций.

## Численность сил и техники
В учениях были задействованы более 90 тысяч военных, более 400 боевых кораблей, подводных лодок и судов обеспечения вспомогательного флота, более 120 самолетов и вертолётов морской авиации ВМФ и Воздушно-космических сил, около 7000 единиц вооружения, военной и специальной техники. К манёврам привлекли сотрудников МВД, МЧС, ФСБ, Росгвардии, воинские контингенты стран-партнёров.

## Реакция
The Moscow Times заявило, что Китай и РФ укрепляют свой союз в качестве противовеса доминированию США.
11 сентября 2024 года официальный представитель Пентагона Патрик Райдер заявил, что США наблюдают за манёврами «Океан-2024», но пока не видят в них угрозы для своей безопасности.
Генеральный секретарь кабинета министров Японии Ёсимаса Хаяси заявил, что правительство Японии внимательно следит за этими учениями, а также за совместной активностью РФ и КНР в регионе.
15 сентября 2024 года в связи с проводимыми Россией и Китаем военно-морскими учениями США перебросили на Алеутские острова к югу от Аляски подразделения 11-й воздушно-десантной дивизии и пусковую установку HIMARS с ракетами большой дальности.
17 сентября 2024 года эксперт CNN Симона Маккарти заявила, что Владимир Путин дал понять о поддержке РФ Китаем в борьбе против США.
19 сентября 2024 года The Washington Post сообщил, что у РФ остаётся достаточно возможностей для распространения своей силы по всему миру.